# Patrick Peelen
Patrick Peelen (Utrecht, 23 januari 1968) is een Nederlands voormalig voetballer. Hij stond onder contract bij RKC, FC Den Bosch en Go Ahead Eagles. Hij maakte deel uit van de selectie van FC Den Bosch, die in het seizoen 2003/04 onder leiding van trainer-coach Gert Kruys rechtstreekse promotie wist af te dwingen naar de eredivisie. 
Tegenwoordig is hij vrachtwagenchauffeur en woont in Geldermalsen.

## Statistieken
| Seizoen | Club            | Land      | Competitie     | Wed. | Goals |
| ------- | --------------- | --------- | -------------- | ---- | ----- |
| 1991/92 | RKC             | Nederland | Eredivisie     | 21   | 0     |
| 1992/93 | RKC             | Nederland | Eredivisie     | 14   | 1     |
| 1993/94 | RKC             | Nederland | Eredivisie     | 23   | 2     |
| 1994/95 | FC Den Bosch    | Nederland | Eerste divisie | 18   | 0     |
| 1995/96 | FC Den Bosch    | Nederland | Eerste divisie | 23   | 0     |
| 1996/97 | Go Ahead Eagles | Nederland | Eerste divisie | 33   | 2     |
| 1997/98 | Go Ahead Eagles | Nederland | Eerste divisie | 22   | 0     |
| 1998/99 | Go Ahead Eagles | Nederland | Eerste divisie | 25   | 1     |
| 1999/00 | Go Ahead Eagles | Nederland | Eerste divisie | 24   | 5     |
| 2000/01 | FC Den Bosch    | Nederland | Eerste divisie | 32   | 1     |
| 2001/02 | FC Den Bosch    | Nederland | Eredivisie     | 21   | 0     |
| 2002/03 | FC Den Bosch    | Nederland | Eerste divisie | 28   | 0     |
| 2003/04 | FC Den Bosch    | Nederland | Eerste divisie | 21   | 0     |
| Totaal  | Totaal          | Totaal    | Totaal         | 205  | 12    |